# Watasenia scintillans
Watasenia scintillans S. S. Berry, 1911, anche conosciuto come il calamaro lucciola, è una specie di calamaro della famiglia Enoploteuthidae. È la sola specie del genere Watasenia.

## Descrizone
Il calamaro lucciola è stato osservato nella parte ovest dell'oceano Pacifico ad una profondità tra i 183 ed i 366 metri. La caratteristica più peculiare di questa specie è la bioluminescenza: ogni tentacolo ha un organo chiamato fotoforo il quale produce luce. Queste luci attraggono i piccoli pesci dei quali il calamaro si nutre.
Questo calamaro è l'unica specie di cefalopode nel quale si siano trovate prove di visione a colori: ha tre pigmenti visivi localizzati in differenti parti della retina che gli permettono probabilmente di discriminare i colori, ciascuno con una distintivo spettro di sensibilità.
Il calamaro lucciola misura circa 7,5 cm alla maturità e muore dopo solo un anno di vita. Ha i classici tentacoli otto più due tipici dei calamari, di cui un paio ha tre organi per l'emissione di luce all'estremità.

## Biologia
Il calamaro trascorre il giorno a varie centinaia di metri di profondità, ritornando in superficie durante la notte. La combinazione di organi per la percezione e l'emissione di luce gli permette di nascondere il suo profilo in superficie (controillunimazione), rendendo difficile per i predatori individuarlo dal basso.
Il calamaro lucciola può anche illuminare il suo corpo per attrarre il partner. La stagione degli accoppiamenti dura da marzo a giugno.

## Utilizzo commerciale
Questo calamaro è pescato in Giappone. Si calcola che annualmente (dal 1990 al 1999) siano state pescate dalle 4804 alle 6822 tonnellate.